# Andreas Ntoi
Andreas-Richardos Ntoi (in greco Ανδρέας-Ριχάρδος Ντόι?; in albanese Andrea Riçard Ndoj; Atene, 2 febbraio 2003) è un calciatore greco con cittadinanza albanese, difensore o centrocampista del Rio Ave in prestito dall'Olympiacos.

## Statistiche

### Presenze e reti nei club
Statistiche aggiornate al 7 ottobre 2023.
| Stagione          | Squadra           | Campionato        | Campionato | Campionato | Coppe nazionali | Coppe nazionali | Coppe nazionali | Coppe continentali | Coppe continentali | Coppe continentali | Altre coppe | Altre coppe | Altre coppe | Totale | Totale |
| Stagione          | Squadra           | Comp              | Pres       | Reti       | Comp            | Pres            | Reti            | Comp               | Pres               | Reti               | Comp        | Pres        | Reti        | Pres   | Reti   |
| ----------------- | ----------------- | ----------------- | ---------- | ---------- | --------------- | --------------- | --------------- | ------------------ | ------------------ | ------------------ | ----------- | ----------- | ----------- | ------ | ------ |
| 2021-2022         | Olympiacos B      | SL2               | 26         | 0          | -               | -               | -               | -                  | -                  | -                  | -           | -           | -           | 26     | 0      |
| 2022-2023         | Olympiacos        | SL                | 21         | 1          | CG              | 4               | 0               | UEL                | 2                  | 0                  | -           | -           | -           | 27     | 1      |
| 2023-2024         | Olympiacos        | SL                | 6          | 0          | CG              | 0               | 0               | UEL                | 3                  | 0                  | -           | -           | -           | 9      | 0      |
| Totale Olympiakos | Totale Olympiakos | Totale Olympiakos | 27         | 1          |                 | 4               | 0               |                    | 5                  | 0                  |             | -           | -           | 36     | 1      |
| Totale carriera   | Totale carriera   | Totale carriera   | 53         | 1          |                 | 4               | 0               |                    | 5                  | 0                  |             | -           | -           | 62     | 1      |

## Palmarès

### Competizioni nazionali
- Campionato greco: 1

Olympiakos: 2024-2025

### Competizioni internazionali
- UEFA Conference League: 1

Olympiakos: 2023-2024